# Szalwa
Szalwa (hebr.: שלווה) – moszaw położony w samorządzie regionu Szafir, w Dystrykcie Południowym, w Izraelu.
Leży w północno-zachodniej części pustyni Negew w pobliżu miasta Kirjat Gat.

## Historia
Moszaw został założony w 1952 przez imigrantów z Libii.

## Gospodarka
Gospodarka moszawu opiera się na intensywnym rolnictwie, sadownictwie i uprawach w szklarniach.